# Congo en quatre actes
Pour plus de détails, voir Fiche technique et Distribution.
Congo en quatre actes (Congo in Four Acts) est un film documentaire réalisé en 2010.

## Synopsis
À l’origine projet éducationnel visant à aider de jeunes réalisateurs à approfondir leur art, Congo in Four Acts est un ensemble de quatre courts-métrages. Ladies in Waiting montre les dysfonctionnements bureaucratiques d’une maternité où les femmes sont retenues tant qu’elles ne paient pas leur facture. Symphony Kinshasa emmène le spectateur à travers la capitale du Congo où règne le paludisme, où les fils électriques jonchent le sol, où les détritus s’amoncellent… Zéro Tolerance traite du viol comme arme de guerre dans l’est de la RDC et les tentatives des autorités pour mettre les compteurs de la morale à zéro. After the Mine décrit la vie à Kipushi, une ville minière dont le sol est contaminé.

## Fiche technique
- Réalisation : Dieudonné Hamadi, Patrick Ken Kalala, Divita wa Lusala, Kiripi Katembo Siku
- Production : Djo Tunda Wa Munga Steven Markovitz
- Image : Deschamps Matala Divita Wa Lusala
- Montage : Divita Wa Lusala Ronelle Loots Frédéric Massiot
- Son : Michel Kabeya Kalala

## Récompenses
- Cinéma du Réel 2010
- Africa Movie Academy Awards 2011